# Kanton Aurillac-4
Aurillac-4 is een voormalig kanton van het Franse departement Cantal. Het kanton maakte deel uit van het arrondissement Aurillac. Het kanton is opgeheven bij decreet van 13 februari 2014, met uitwerking op 22 maart 2015.

## Gemeenten
Het kanton Aurillac-4 omvatte de volgende gemeenten:
- Aurillac (deels, hoofdplaats)
- Giou-de-Mamou
- Laroquevieille
- Lascelle
- Mandailles-Saint-Julien
- Marmanhac
- Saint-Cirgues-de-Jordanne
- Saint-Simon
- Velzic
- Yolet